# Парадајс Вали (Аризона)
Парадајс Вали (енгл. Paradise Valley) град је у америчкој савезној држави Аризона. По попису становништва из 2010. у њему је живело 12.820 становника.

## Демографија
Према попису становништва из 2010. у граду је живело 12.820 становника, што је 844 (6,2%) становника мање него 2000. године.
| Група             | 2000.          | 2010.          |
| Белци             | 12.766 (93,4%) | 11.520 (89,9%) |
| Афроамериканци    | 100 (0,7%)     | 86 (0,7%)      |
| Азијати           | 276 (2,0%)     | 518 (4,0%)     |
| Хиспаноамериканци | 364 (2,7%)     | 479 (3,7%)     |
| Укупно            | 13.664         | 12.820         |